# Salvia protracta
Salvia protracta es una especie de planta fanerógama de la familia de las lamiáceas.

## Descripción
Son subarbustos erectos que alcanzan un tamaño de hasta 1(-2) m de altura; tallos frecuentemente tornándose violeta, con densos tricomas simples multicelulares, blancos y glándulas sésiles esparcidas anaranjadas. Hojas de 1-3(-9) × 0.5-2(-4.1) cm, las hojas más pequeñas subyacentes a las inflorescencias, ovadas, rugosas, el haz verde oscuro, esparcidamente peloso, el envés muy densamente peloso, la base cordata a redondeada, los márgenes crenado-serrulados, el ápice acuminado; pecíolo 2-20 mm. Inflorescencias hasta de 14 cm, en panículas terminales y axilares; verticilastros con 2-10 flores, separados por 5-50 mm, el verticilastro más basal también el más distante. Flores de (8-)12-13 mm. Cáliz florífero 4.5-5 × 2.5-3 mm, 14-nervio (de las 7 nervaduras prolongándose al labio superior, sólo 3 prominentes), tubular, verde tornándose violeta; labio inferior 0.5-1 mm, redondeado, 2-partido por 0.5-1 mm, los ápices mucronados; labio superior 0.5-1 mm, redondeado, el ápice mucronado; cáliz fructífero escasamente acrescente, los márgenes adpresos. Corola 12-13 mm, azul pálido, frecuentemente con garganta blanca; tubo 6-7 mm, ventricoso, con 2 papilas a c. 2 mm y 2 proyecciones claviformes a c. 4 mm desde la base; labio inferior 3-lobado, 6-7 × 6-7 mm, escasamente reflexo, el lobo central el más grande, los lobos laterales péndulos, los márgenes ondulados; labio superior 2-3 mm, cuculado, densamente peloso con tricomas pedicelado-glandulares. Estambres c. 4 mm, incluidos, insertados c. 1 mm por debajo del borde del tubo de la corola; conectivo de las tecas abortadas c. 2.5 × 1.5 mm, espatulado, fusionado, dentado hasta c. 2.5 mm, dientes cilíndricos. Nuececillas 1.5-2 × 0.6 mm, aplanadas, pardas con manchas color crema. Floración (ago.) nov.-mar. Fructificación nov.-may. 

## Distribución y hábitat
Se encuentra en los bosques de Pinus-Quercus, pero también arvense en sitios soleados, frecuentemente a lo largo de bordes de caminos, a una altitud de 1200-2400 metros en México y Mesoamérica.

## Taxonomía
Salvia protracta fue descrita por George Bentham y publicado en Prodromus Systematis Naturalis Regni Vegetabilis 12: 309. 1848.
Etimología
Ver: Salvia
Sinonimia
- Salvia elongata M.Martens & Galeotti
- Salvia inconspicua Benth.
- Salvia multiramea Fernald
- Salvia quercetopinorum Epling & Játiva[2][3]